# Giovanni II Crispo
Giovanni II Crispo (ur. 1388, zm. 1433) – wenecki władca Księstwa Naksos w latach 1418–1433. 

## Życiorys
Był synem Francesco I Crispo, bratem Giacomo I Crispo. Jego następcą został syn Giacomo II Crispo. 